# 周進發
周進發，中華民國外交官。畢業於國立政治大學政治學系學士／政治研究所碩士，現任駐斐濟臺北商務辦事處大使銜代表，曾任駐澳大利亞臺北經濟文化辦事處組長、外交部國際組織司副司長、駐雪梨臺北經濟文化辦事處總領事銜處長、駐諾魯大使、外交部長辦公室主任、駐斐濟臺北商務辦事處大使銜代表等職務，後回任駐諾魯大使，但數日後斷交。

## 職業生涯
周進發在擔任駐雪梨辦事處長時，曾參加由中國國民黨駐澳洲總支部委員會主辦的歡迎抵任茶會、中國國民黨118周年黨慶、國父逝世88週年紀念大會等活動，引起臺灣獨派人士批評為「黨政不分」。
2013年1月，《澳洲人報》刊載日本駐雪梨總領事小原雅博所撰日本與中華人民共和國就尖閣諸島主權爭議的專文，之後《澳洲人報》亦刊登駐雪梨辦事處長周進發的投書反制，強調釣魚臺列嶼主權為中華民國所有，呼籲有關各方支持由中華民國總統馬英九提出的「东海和平倡議」，擱置爭議、和平對話。
周進發在擔任駐諾魯大使時，無論是諾魯總統瓦卡多次訪臺，或是中華民國總統蔡英文訪問諾魯，皆到場陪同。
2017年1月，太平洋地區網路新聞《Loop》刊載諾魯總統瓦卡的撰文，標題為「感謝台灣又一年的合作（Nauru's President thanks Taiwan for another year of cooperation）」，除了感謝台灣對諾魯做出許多貢獻，亦感謝中華民國駐諾魯大使周進發，推動兩國密切合作關係，寫道「周大使真誠地關心諾魯，並有尊嚴地代表他的國家，他對我國人民的支持十分重要，期待新的一年能繼續保持雙方的密切邦誼。」
2018年2月，駐諾魯大使周進發夫婦邀請諾魯總統瓦卡夫婦、國會議長布拉曼夫婦、內閣部長以及國會議員等，參加在美崙飯店（Menen Hotel）舉辦的除夕圍爐慶祝土狗年新春餐會。
2023年3月，斐濟政府決議將駐斐濟臺北商務辦事處（Taipei Trade Office in Fiji）恢復至2019年7月前的名稱－中華民國駐斐濟商務代表團，另新增（臺灣）字樣，即中華民國（臺灣）駐斐濟商務代表團（Trade Mission of the Republic of China (Taiwan) to the Republic of Fiji），是駐非邦交國機構中唯一使用中華民國國號者。但在6月，中華民國外交部表示，由於斐濟政府受到中華人民共和國的強大壓力，最終決定將名稱改回駐斐濟臺北商務辦事處，並對於斐濟政府未能堅持立場，表示遺憾。
2023年12月，駐斐濟代表周進發獲任命將回任駐諾魯大使。2024年1月12日，周進發抵任諾魯，但尚未遞交到任国书。1月15日，諾魯與中華民國斷交，當時諾魯政府已不願見大使周進發，周進發隨即與中華民國外交部聯繫。外交部隨後聲明全面停止雙邊合作計畫，撤離駐諾魯大使館與技術團等相關人員，並要求諾魯關閉其駐臺大使館。